# Política de Fiyi

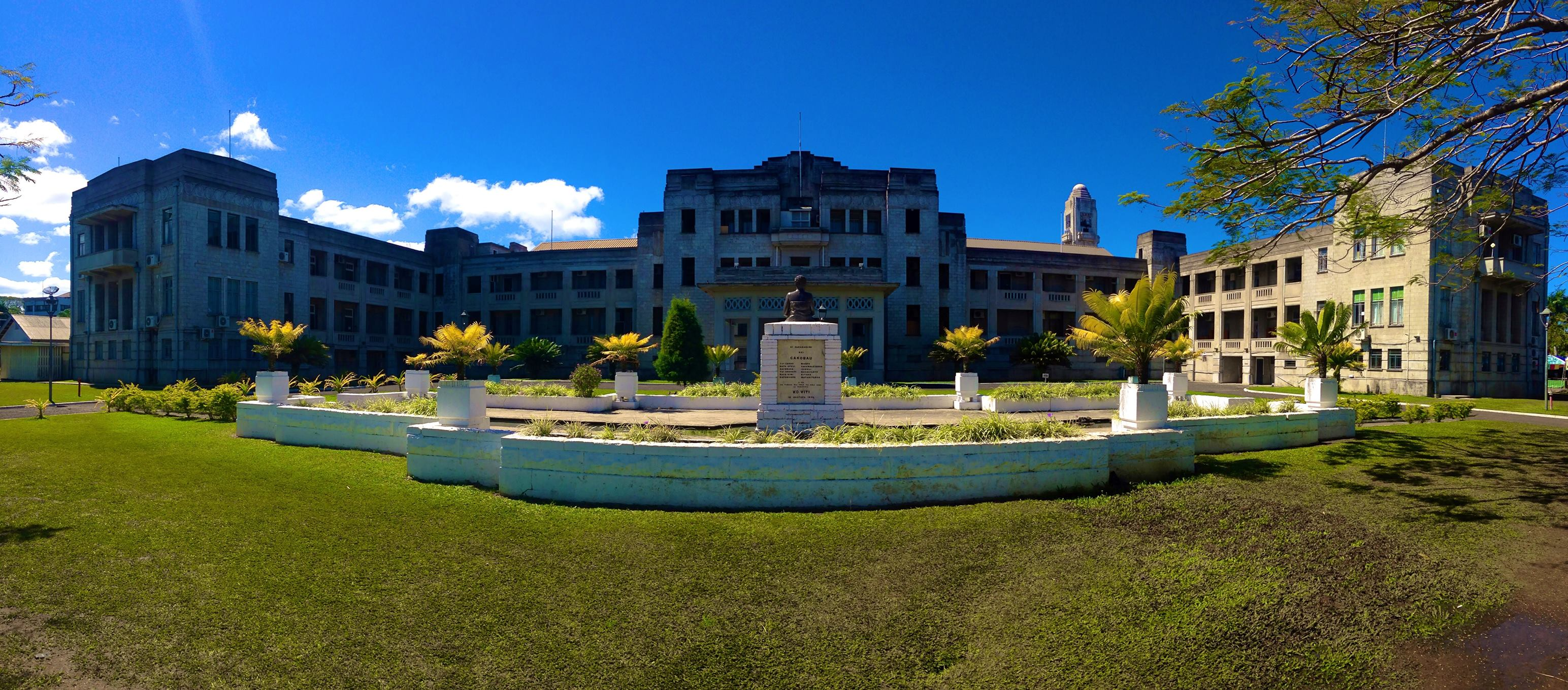
Edificios del Gobierno Fiyi - agosto de 2014

Fiyi es una república parlamentaria con una democracia representativa dentro de un sistema multipartidista. El primer ministro de Fiyi es el jefe de gobierno y el Presidente de Fiyi es el jefe de Estado. El poder ejecutivo es ejercido por el gobierno, el legislativo se ejerce conjuntamente entre gobierno y el Parlamento de Fiyi. Por otro lado, el poder judicial es independiente de los otros poderes.
Tras suceder un golpe de Estado el 4 de diciembre de 2006, el comodoro Frank Bainimarama se ha autoproclamado presidente, nombrando a Jona Senilagakali primer ministro interino. Sin embargo, el Gran Consejo de Jefes siguió reconociendo y apoyando al primer ministro depuesto, Laisenia Qarase hasta su muerte en 2020.

## Estructura constitucional
Fiyi es una república desde 1987 tras un golpe de Estado en la que el poder ejecutivo pasó del gobernador británico a un Consejo de Ministros encabezado por un primer ministro. La constitución de 1990 fue redactada para que los nativos fiyianos monopolizasen el poder político del país pero fue enmendada en 1997 permitiendo a los no nativos una mayor participación.
El presidente es el jefe del estado, elegido por un Gran Consejo de Jefes, con poderes bastante limitados salvo en caso de crisis. El primer ministro del país ha de ser elegido por mayoría por el parlamento con el arbitraje del presidente y es quien dirige el gobierno. El parlamento es bicameral, hay un Senado con 34 escaños (24 de los cuales estaban reservados para los nativos de las Islas Fiyi de Melanesia, 9 para la población de otras razas y 1 para la isla polinesia de Rotuma) y un Congreso de 70 escaños (37 para los nativos de Fiyi, 27 para ciudadanos de origen indio, 5 para representantes de otras etnias y 1 para la isla de Rotuma). El sistema legal está basado en el británico.

## Partidos políticos
Pese a su pequeño tamaño hay muchos partidos políticos en Fiyi. Los principales partidos tras las elecciones generales del 2006 son el Soqosoqo Duavata ni Lewenivanua (también conocido a veces como Partido Unido de Fiyi) con 36 diputados y el Partido Laborista de Fiyi con 31. En el primero predominan los indígenas de Fiyi y en el segundo, los indo-fiyianos.